# I Dehun
I Dehun (hangul: 이대훈, RR: Lee Dae-hun; 1992. február 5.–) dél-koreai kétszeres világbajnok, olimpiai ezüst- és bronzérmes taekwondózó.

## Pályafutása
I (Lee) ötévesen kezdte a sportot, édesapja taekwondo-edzőtermében.
A 2010-es ázsiai játékokon aranyérmet szerzett, majd 2014-ben ismét győzött súlycsoportjában.
I (Lee) 2011-ben és 2013-ban is világbajnokságot nyert súlycsoportjában.
A 2012-es nyári olimpiai kvalifikációhoz súlycsoportot kellett váltania, itt ezüstérmet szerzett. A 2016-os olimpián bronzérmet sikerült kiharcolnia.